# Isaac el cec
Isaac el cec també conegut com: Rabí Isaac Sagi Nehor (en hebreu: רַבִּי יִצְחַק סַגִּי נְהוֹר) va néixer en 1160 al poble de Posquières, actualment anomenat Vauvert, a França, va ser fill del talmudista i rabí Abraham ben David de Posquières. Isaac el cec va ser un autor i un estudiós de la Càbala, el misticisme jueu. Se li atribueix l'autoria del Sefer ha-Bahir, un antic text cabalístic. Alguns estudiosos de la Càbala com Gershom Scholem, creuen que aquesta és una errònia i totalment infundada hipòtesi. El Bahir va aparèixer per primera vegada a l'Edat Mitjana, al voltant de l'any 1200 després de Crist, a França, encara que els orígens de l'obra anònima són foscos, hi havia cabalistes importants que estaven escrivint al mateix temps a França. El més influent d'ells va ser Isaac el Cec, fortament influenciat per la filosofia del neoplatonisme. El rabí Isaac va morir l'any 1235.

## Ensenyaments místics
- Les Sefirot es van originar en una profunditat infinita i amagada del Ein Sof (literalment, l'infinit, però també existeix el desig d'unir-se a Déu).
- De la profunditat del Ein Sof emanen les Machshavot (pensaments divins), els quals són la qualitat sobrenatural primordial.
- Els individus són manifestacions físiques de les Sefirot que hi ha en el Món, però a un nivell inferior de la realitat. L'experiència mística permet ascendir a través dels diferents graus de les emanacions, fins a arribar a unir-se amb Déu.